# Distrito de Łęczyca
Łęczyca (polaco: powiat łęczycki) es un distrito (powiat) del voivodato de Łódź (Polonia). Fue constituido el 1 de enero de 1999 como resultado de la reforma del gobierno local de Polonia aprobada el año anterior. Limita con otros cinco distritos: al norte con Kutno, al este con Łowicz, al sudeste con Zgierz, al suroeste con Poddębice y al oeste con Koło; y está dividido en ocho municipios (gmina): uno urbano (Łęczyca) y siete rurales (Daszyna, Góra Świętej Małgorzaty, Grabów, Łęczyca, Piątek, Świnice Warckie y Witonia). En 2011, según la Oficina Central de Estadística polaca, el distrito tenía una superficie de 772,75 km² y una población de 52 113 habitantes.
En el municipio rural de Góra Świętej Małgorzaty se encuentra el pueblo de Nowy Gaj.